# 뉴스톱
뉴스톱(NewsToF)은 대한민국 최초로 팩트체크 전문을 표방하는 언론사이다.
2024년 현재 뉴스톱은 팩트체크 업무를 종료하고 매각 한 후 경제 전문 온라인 미디어로 사업 방향이 변경 되었다.

## 역사
2017년 3월 16일 네이버 블로그를 통해 처음 <뉴스톱 프로젝트> 시작을 알렸다. 문재인 등 대선 후보의 자서전 검증을 시작으로 본격적으로 팩트체킹 활동에 들어갔다.
2017년 6월 1일 공식 창간해 21일 뉴스 홈페이지를 공개했다. 김준일, 송영훈, 지윤성, 강양구, 이고은 5명의 공동창업자들이 팩트체커로 활동중이다.

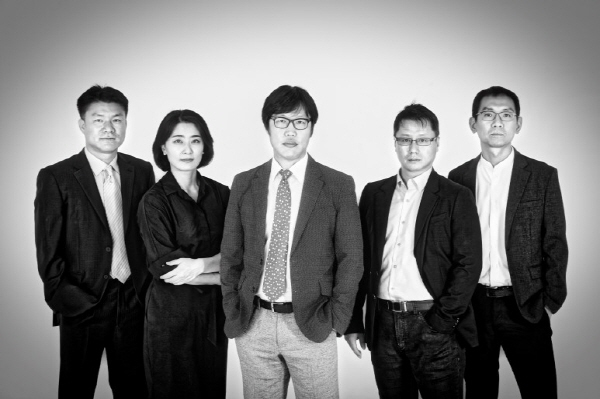
뉴스톱 공동창업자, 김준일, 송영훈, 지윤성, 이고은, 강양구

변호사, 의사, 교수, 학자, IT전문가 등 각 분야 30명이 넘는 전문가들이 객원 팩트체크로서 활동하고 있다.

### 연혁
- 2017년 6월 법인 설립 (서울 강남구 테헤란로 2길 8, 4층)
- 2017년 8월 홈페이지 'www.newstof.com' 개설
- 2017년 9월 다음 스토리펀딩 <가짜뉴스 추적자들> 진행
- 2017년 9월 서울대 언론정보연구소 <SNU팩트체크센터> 회원사 가입
- 2017년 11월 한국언론학회-SNU팩트체크센터 지원 사업 선정
- 2018년 5월 정부 공약체크 프로젝트 <문재인미터> 개설
- 2018년 8월 네이버 오디오클립 <미래지식을 담다, 미담> 개설

## 수상
- 2018년 12월 온라인저널리즘 어워드 <뉴스스타트업 부문 수상
- 2019년 1월 2018 <미디어공공성포럼 언론상 수상